# Hommage (Middeleeuwen)
Hommage (Oudfrans: homage; Latijn: homagium) of leenhulde is een ceremonie uit de middeleeuwse feodaliteit waarbij een vazal zich door een ritueel publiekelijk als man van zijn heer presenteerde. De ceremonie was naar plaatselijk recht vaak voorgeschreven om een feodale overeenkomst van leen tussen beide partijen te bevestigen.

## Ceremonie

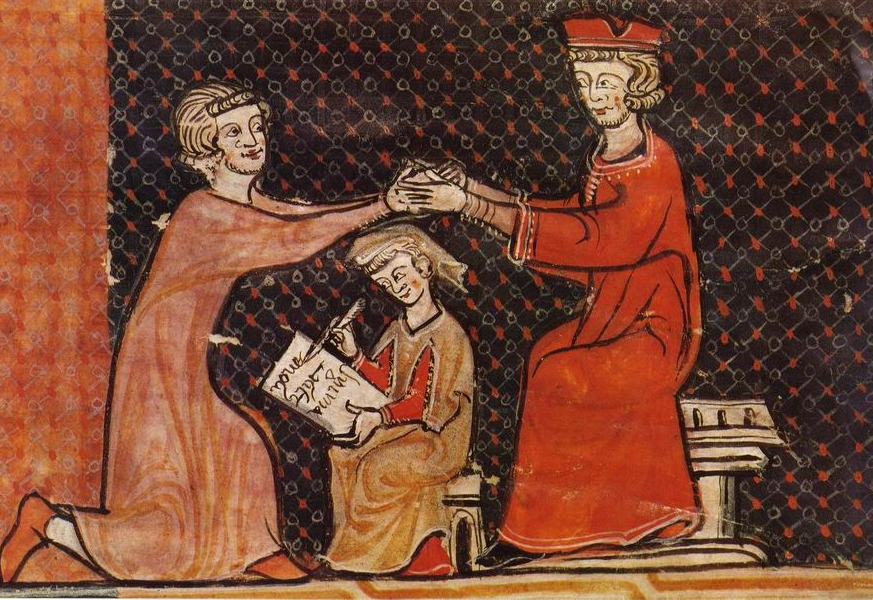
Een middeleeuws miniatuur van de immixtio met rechts de leenheer, links de leenman en in het midden de notaris die de gebeurtenis op papier vastlegt.

De ceremonie bestaat uit twee delen, de immixtio manuum, het plaatsen van de handen van de vazal in die van de heer, en de eed van trouw van de vazal aan de leenheer. Door deze ceremonie werden leenman en leenheer aan elkaar gebonden in een systeem van wederzijdse verplichtingen waarbij de leenman trouw en hulp, auxilia, aan zijn leenheer beloofde, die op zijn beurt zijn vazal een leen schonk en bescherming beloofde. Deze praktijk kwam in gebruik vanaf de 11e eeuw en bleef gedurende de volledige middeleeuwen bestaan, al werd hij in een aantal gebieden, waaronder Bourgondië en Italië, behalve op Sicilië en in de Pauselijke Staat, minder vaak toegepast en meestal vervangen door de eed van trouw zonder de immixtio manuum.
Hoewel in sommige gebieden het zweren van een eed van trouw voldoende was om de relatie tussen leenman en leenheer vast te leggen, bleef men in het grootste deel van Europa vasthouden aan het zeer ceremoniële gebeuren van de hommage. De reden dat men zoveel belang hechtte aan die ceremonie stamt uit de grotendeels orale cultuur van de vroege middeleeuwen, waarbij in dit geval de relatie tussen heer en vazal weerspiegeld werd in de symboliek van de ceremonie van de hommage.
De ceremonie zelf bestond uit twee delen, de immixtio manuum en de eed van trouw. Tijdens de immixtio knielde de vazal, blootshoofds en zonder wapens, voor zijn heer en plaatste zijn gevouwen handen tussen die van zijn heer, die er de zijne over sloot. Hiermee aanvaardde de leenheer de diensten van zijn leenman. Het tweede element was de eed, waarbij de leenman op de Bijbel of een andere relikwie eeuwige trouw zwoer aan zijn leenheer. Dat men deze eed uitsprak op een christelijke relikwie was een uiting van de onbreekbaarheid van eden die door christenen werden gezworen, tenzij dat onder dwang gebeurde. In het Koninkrijk Frankrijk werd dit soms ook nog gevolgd door een kus ter indicatie van de kracht van de relatie tussen beiden. Beide elementen, de eed en de immixtio, waren de uiting van de relatie van wederzijdse trouw, hulp en bescherming die tussen heer en vazal bestond.

## Impact

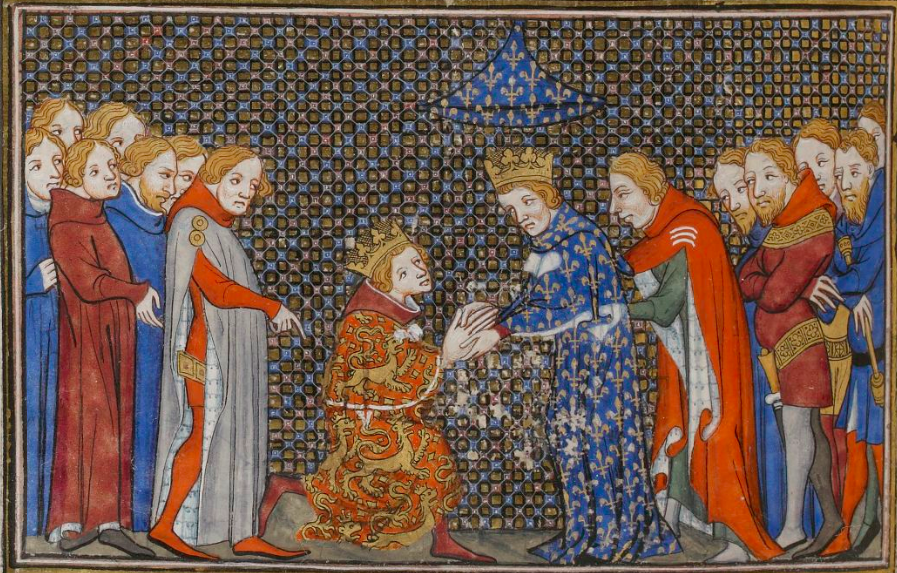
Hommage van koning Eduard III van Engeland aan koning Filips VI van Frankrijk in 1329 (miniatuur uit een manuscript van de Grandes Chroniques de France, 1375-1380; BNF, fr 2813).

De hommage-ceremonie paste in het geheel van de feodaliteit en het vervullen van deze ceremonie betekende dan ook dat de leenman zich publiekelijk als leenman van zijn leenheer toonde, met alle rechten en verplichtingen die daar bij hoorden. Wanneer die verplichtingen echter niet helemaal duidelijk waren kon dit leiden tot langdurige conflicten waarbij de vorst als mediator vaak probeerde om zijn eigen belang in de zaak te laten overwinnen. Hommage werd gekoppeld aan het ontvangen van een leen en in sommige gevallen ook de voorwaarde voor het verkrijgen van dat leen. Deze voorwaarde zou tijdens de Investituurstrijd op het continent en vooral in Engeland een belangrijk element zijn in het conflict tussen de Kerk (paus, aartsbisschop van Canterbury) en de wereldlijke heerschappij, waarbij de paus het doen van hommage door clerici aan leken wou beëindigen.
Een ander belangrijk aspect was de eed van trouw en de belofte van wederzijdse hulp. Dit werd problematisch wanneer een edelman leenman was van verschillende leenheren die met elkaar in oorlog waren. De leenman was immers verplicht om zijn leenheer te steunen, maar het was niet duidelijk welke hij in een conflict moest steunen, al was het de gewoonte om de heer te steunen waarvan hij het grootste of waardevolste gebied in leen hield. Wanneer de leenman of de leenheer hun verplichtingen niet nakwamen, kon de andere partij de hommage ongedaan maken. De leenman kon de hommage opzeggen, maar werd dan wel geacht zijn leen terug aan de heer te geven, wat niet altijd gebeurde, in de hoop dat de heer zijn verplichtingen alsnog zou nakomen. Ook de leenheer kon de hommage opzeggen wanneer de leenman zich niet aan zijn afspraken hield en, indien noodzakelijk met gebruik van geweld, het leen afnemen van zijn leenman. In het Engels heet dit disseising.
De hommage was een persoonlijke daad van de vazal, en wanneer die stierf vervielen in principe alle verplichtingen en kwam het leen terug aan de leenheer. De erfgenaam van de vazal moest in theorie opnieuw de ceremonie ondergaan en hopen dat hij op dezelfde voorwaarden hetzelfde leen kon verkrijgen. Het probleem dat een erfgenaam dus niet noodzakelijk alle landen die zijn vader had bezeten of in leen had gehad zou bezitten werd gezien als zeer belangrijk in de middeleeuwen, wat zich onder meer uit in de verzekering van Karel de Kale in 877 aan zijn magnaten tijdens een expeditie dat, als zij zouden sterven, hun erfgenamen hun lenen zouden kunnen behouden op dezelfde voorwaarden. Desondanks blijkt dat men in de praktijk de lenen meer en meer als bezit begon te zien en dat de hommage voor erfgenamen op dezelfde voorwaarden vaak werd toegelaten door het betalen van een som geld. Desondanks bleef de ceremonie van de hommage een zeer belangrijk element binnen de rituelen van de feodaliteit.